# Vogar
Vogar é uma localidade na Islândia. Em 2018 tinha uma população de cerca de 1 183 habitantes.